# معوية بحرية
مكورة معوية بحرية (الاسم العلمي:Enterococcus aquimarinus) هي نوع من البكتيريا تتبع جنس المكورة المعوية من فصيلة المكورات المعوية.